# ابوسعید خدری
ابوسعیدخدری (به انگلیسی: Abu Sa`id al-Khudri)؛ زبان های دیگر (به عربی: أبو سعيد الخدري) یکی از جوانترین اصحاب رسول الله بوده است. وی که از بزرگان انصار است، ده سال پیش از هجرت در مدینه به دنیا آمد. «بنی خدره» طایفه ای از بنی عوف انصار بودند. پدر ابوسعید نیز از اصحاب پیامبر و مادرش انیسه بنت ابی حارثه، از قبیله بنی بخار بود. ابو سعید، در زمان جنگ احد ۱۳ ساله بوده است.